# Península de Ungava

Mapa da Baía de Hudson com a península de Ungava em destaque, no noroeste do Quebec

A península de Ungava é uma península com cerca de 252 000 km² de área, no norte do Canadá, limitada a oeste pelas águas da Baía de Hudson, a norte pelas do Estreito de Hudson, e a leste pelas da baía de Ungava. O nome é de origem inuktitut e pode significar «águas abertas», referindo-se aos inuits de Ungava, que viviam na foz do rio Arnaud, afluente da baía.
Em 1610, o explorador inglês Henry Hudson reconheceu por barco toda a área da Baía de Hudson, incluindo a costa ocidental desta península.
A península é habitada por cerca de 10 000 pessoas, 90% das quais inuit. Todas as 12 povoações são na costa e a maior é Kuujjuaq.